# پرچم مکلنبورگ-فورپومرن
پرچم مکلنبورگ-فورپومرن در ۳ فوریه ۲۰۱۴ پذیرفته شد.